# Гороховик Валентин Вікентійович
Валентин Вікентійович Гороховик (біл. Валянцін Вікенцьевіч Гарахавік; *29 березня 1949, село Хороше, Логойський район, Мінська область) — білоруський математик. Доктор фізико-математичних наук (1989, тема дисертації «Випуклі та негладкі задачі векторної оптимізації»), професор (1991), член кореспондент НАН Білорусі (2000).

## Біографія
Закінчив Білоруський державний університет (1970). Працює одночасно в Інституті математики НАН Білорусі та БДУ. Наукові роботи присвячені нелінійному аналізу, теорії оптимізації та оптимальним системам керування. Розробив методи апроксиматичного квазідиференціювання негладких функцій та відображень, та на їх основі отримав як необхідні, так і достатні умови оптимальності першого та другого порядків для негладких задач векторної оптимізації, в тому числі і для задач оптимального керування з векторними показниками якості.

## Наукові праці
- Выпуклые и негладкие задачи векторной оптимизации. Мн., 1990;
- Piecewice affine functions and polyhedral sets // Optimization. 1994. V. 31, № 2 (разам з О.Зорка);
- Дифференцируемости мультиотображений в смысле Фреше // Труды Ин-та математики НАН Беларусі. 1998. Т. 1 (разам з П.Забрэйкам).
- Geometric structure and classification of infinite-dimensional halfspaces (в соавт. с Е. А. Шинкевич) // Algebraic Analysis and Related Topics / Banach Center Publications. 2000. Vol.53.
- Конечномерные задачи оптимизации. Мн.: Издат. центр БГУ, 2007.